# Frederick Wentworth
Frederick Wentworth é um personagem fictício protagonista de Persuasão (1817), o sexto e último romance concluído da escritora britânica Jane Austen.
Wentworth então um jovem tenente promissor da Marinha Real Britânica, apaixona-se mutuamente por Anne Elliot do qual fica noivo, entretanto, sem riquezas ou conexões, Elliot decide romper o noivado aconselhada por sua madrinha e amiga de sua falecida mãe, Lady Russell, que o considerava uma escolha inadequada. Após oito anos, Wentworth retorna das Guerras Napoleônicas em 1814, como um capitão bem-sucedido, tendo conquistado dragonas, prestígio e fortuna na marinha, enquanto Elliot e sua família, enfrentando problemas financeiros, tiveram que arrendar sua proriedade, Kellynch Hall, a fim de diminuir despesas. Por coincidência, a propriedade vai ser utilizada por parentes do capitão Wentworth.
Publicada postumamente, Persuasão apresenta Wentworth como o único protagonista masculino de Austen que não é clérigo ou membro da nobreza, assim, ele adquire fortuna com seu próprio trabalho árduo na marinha durante as Guerras Napoleônicas e não por herança.

## Criação do personagem
Para a criação de Wentworth, Austen inspirou-se nas carreiras de seus dois irmãos oficiais da Marinha Real, Frances e Charles. O primeiro foi admitido aos doze anos, em 1786, na escola de cadetes de Portsmouth e foi subindo rapidamente na carreira. A seguir, ele foi seguido pelo irmão mais novo da família Austen, Charles, aos doze anos em 1791.

## Descrição
Frederick Wentworth é o mais novo de três irmãos, nascido de uma família com poucas conexões de impulsioná-lo em sua carreira.  Edward, seu irmão mais velho, é casado e estabelecido em Shropshire, enquanto sua irmã mais velha, Sophia, é casada com o almirante Croft, que volta para casa da guerra, com nova riqueza, e procurando um lugar para morar, dessa forma, o casal se estabelece na propriedade da família Elliot, sendo visitados por Wentworth, que coroado de glórias e prestígio e enriquecido por prêmios de guerra, está decidido a casar-se e constituir família. O círculo familiar estabelecido, faz com que Wentworth seja bem recebido pelos vizinhos, os Musgrove, cujas duas filhas, Henrietta e Louisa, se interessam por ele. Elas são irmãs do marido de Mary, a irmã mais nova de Anne, fazendo com que ele a sua antiga noiva se reencontrem. Após anos do noivado desfeito, Wentworth ainda está ferido pela rejeição dela.

## Adaptações
A primeira representação do personagem Frederick Wentworth ocorreu em 1960, através da adaptação televisiva em formato de minissérie de Persuasão, produzida pela emissora BBC, o qual Paul Daneman interpreta o capitão Wentworth. A seguir, em 1971, outra adaptação de Persuasão foi realizada pela BBC, com Bryan Marshall interpretando Wentworth. Em 1995, um lançamento cinematográfico de Persuasão foi lançado com Ciarán Hinds interpretando o protagonista Wentworth. Mais tarde, em 2007, a emissora ITV lançou um filme para televisão, o qual Wentworth foi interpretado por Rupert Penry-Jones. Para a adaptação cinematográfica de Persuasão de 2022 da plataforma de streaming de vídeos Netflix, o capitão Wentworth é interpretado por Cosmo Jarvis.